# Fernando Mendes (calciatore 1966)
Fernando Manuel Antunes Mendes (Setúbal, 5 novembre 1966) è un ex calciatore portoghese, di ruolo difensore.

## Carriera

### Club
Cresciuto nelle giovanili dello Sporting Lisbona assieme a Paulo Futre, debuttò in prima squadra nel 1984, restandovi fino al 1989 e vincendo una supercoppa nazionale nel 1987.
Nel 1989 passò al Benfica, con cui giocò sporadicamente fino al 1993 (eccetto una breve parentesi al Boavista nella stagione 1991-1992, in cui vinse una Coppa di Portogallo), conquistando comunque un campionato nazionale (1990-1991), una coppa nazionale (1992-1993) ed un'altra supercoppa nazionale (1989). Dopo il trasferimento all'Estrela Amadora, il ritorno al Boavista e l'esperienza col Belenenses, nel 1996 fu ingaggiato dal Porto, diventando (così come Futre) uno dei calciatori ad aver militato nelle 3 principali squadre portoghesi (Sporting, Benfica e Porto); con la squadra biancoblu aggiunse ulteriori titoli al suo palmarès (3 campionati portoghesi, una Coppa di Portogallo e 2 Supercoppe di Portogallo tra il 1996 ed il 1999).
Nel 1999 fece ritorno nuovamente al Belenenses, per poi approdare al Vitória Setúbal nel 2000, contribuendo alla sua promozione in Primeira Liga nella stagione 2000-2001 ed alla sua salvezza in quella successiva. Nel 2002 decise di ritirarsi dal calcio professionistico, proseguendo la sua carriera nelle serie minori fino al 2009.

### Nazionale
Tra il 1986 ed il 1996 ha collezionato 3 presenze con la propria Nazionale Under-21 ed 11 presenze con la propria Nazionale maggiore.

## Palmarès
- Campionato portoghese: 4

Benfica: 1990-1991
Porto: 1996-1997, 1997-1998, 1998-1999
- Coppa del Portogallo: 3

Boavista: 1991-1992
Benfica: 1992-1993
Porto: 1997-1998
- Supercoppa di Portogallo: 4

Sporting Lisbona: 1987
Benfica: 1989
Porto: 1996, 1998